# ماستر جيرهارد
ماستر جيرهارد (بالألمانية: Meister Gerhard)‏ هو مهندس معماري ألماني، ولد في 1210 في Reil, Germany ‏ في ألمانيا، وتوفي في 1 مايو 1271 في كولونيا في ألمانيا.